# Psicologia fisiologica
La psicologia fisiologica è una branca della psicologia cognitiva che studia le basi fisiologiche sottostanti alle funzioni psicologiche. Il fine di questa disciplina, che può essere considerata un ponte tra le neuroscienze e la psicologia, è definire l'associazione tra le funzioni fisiologiche del cervello ed il comportamento osservato ed i processi mentali. Mentre la psicologia si occupa prevalentemente del comportamento dell'individuo e le neuroscienze dello studio del sistema nervoso, la psicologia fisiologica cerca di unire i due diversi aspetti, fornendo una spiegazione fisiologica dei diversi aspetti del comportamento. Da questo punto di vista è un sinonimo delle neuroscienze cognitive.

## Descrizione
In ambito accademico, è compresa e definisce l'area disciplinare M-PSI/02: "Psicobiologia e Psicologia fisiologica".
Non va confusa con la psicofisiologia, dalla quale si differenzia per un importante aspetto: l'inversione delle variabili oggetto di studio: mentre infatti la psicologia fisiologica, nella sua definizione classica, studia i correlati comportamentali delle funzioni fisiologiche, la psicofisiologia indaga i correlati fisiologici del comportamento. Questo significa che in un classico esperimento di psicofisiologia si induce una modificazione di tipo psicologico (l'esempio più tipico è la presentazione di immagini a contenuto emotigeno, come una scena a contenuto erotico) e si misurano le risposte fisiologiche dell'organismo, ad es. la variazione nella frequenza cardiaca.
La psicologia fisiologica si avvale del contributo di diverse discipline e le raggruppa sotto l'obiettivo di comprendere le relazioni tra attività mentali, comportamento, processi fisiologici e relativo substrato anatomico:
- Biologia del sistema nervoso
- Neuroanatomia
- Endocrinologia
- Farmacologia
- Neuropsicologia
- Psicofisiologia
- Psicologia cognitiva
- Psicometria

I mezzi di indagine che la psicologia fisiologica utilizza sono soprattutto di tipo biologico. La psicologia fisiologica è considerata anche come il primo step di conoscenze e l'introduzione alle neuroscienze cognitive delle quali fa parte e ne rappresenta pertanto la medesima natura.